# سانتا ماریا ال بگنو
سانتا ماریا ال بگنو (به ایتالیایی: Santa Maria al Bagno) یک منطقهٔ مسکونی در ایتالیا است که در ناردو واقع شده‌است. سانتا ماریا ال بگنو ۱٬۰۰۰ نفر جمعیت دارد و ۸ متر بالاتر از سطح دریا واقع شده‌است.